# Diecezja Europy Zachodniej (Asyryjski Kościół Wschodu)
Diecezja Europy Zachodniej – diecezja Asyryjskiego Kościoła Wschodu z siedzibą w Londynie. Obejmuje swoim zasięgiem Wielką Brytanię, Francję, Belgię, Luksemburg, Austrię, Holandię i Grecję.
Biskupem diecezji jest Awraham Youkhanis (2022).